# Сезон ФК «Карпати» (Львів) 2013—2014
| «Карпати» (Львів) у сезоні 2013/14 | «Карпати» (Львів) у сезоні 2013/14            |
| ---------------------------------- | --------------------------------------------- |
| Ліга                               | Прем'єр-ліга                                  |
| Місце в лізі                       | 11                                            |
| Раунд у Кубку                      | 1/8                                           |
| Головний тренер                    | Олександр Севідов                             |
| Президент                          | Петро Димінський                              |
| Стадіон                            | «Україна», Львів                              |
| Капітан                            | Андрій Ткачук, Валерій Федорчук, Олег Голодюк |
| Найбільше матчів у лізі            | Олександр Гладкий, Сергій Зеньов — по 28      |
| Найкращий бомбардир у лізі         | Олександр Гладкий — 10                        |

Сезон «Карпат» (Львів) 2013—2014 — 23-й сезон футбольного клубу «Карпати» (Львів) у футбольних змаганнях України. У чемпіонаті команда посіла 11-е місце. У Кубку України клуб дійшов до 1/8 фіналу. Молодіжна команда «Карпат» посіла 8-ме місце у першості України серед молодіжних складів.

## Чемпіонат
| Місце | Клуб                       | «Карпати» — клуб | «Карпати» — клуб | І  | В  | Н  | П  | М     | О  |
| Місце | Клуб                       | удома            | у гостях         | І  | В  | Н  | П  | М     | О  |
| --- | -------------------------- | ---------------- | ---------------- | -- | -- | -- | -- | ----- | -- |
| | «Шахтар» (Донецьк)         | 3:2              | 0:3              | 28 | 21 | 2  | 5  | 62-23 | 65 |
| | «Дніпро» (Дніпропетровськ) | 0:4              | 4:1              | 28 | 18 | 5  | 5  | 56-28 | 59 |
| | «Металіст» (Харків)        | 2:4              | 1:2              | 28 | 16 | 9  | 3  | 54-29 | 57 |
| 4 | «Динамо» (Київ)            | 2:2              | 0:1              | 28 | 16 | 5  | 7  | 55-33 | 53 |
| 5 | «Чорноморець» (Одеса)      | 1:1              | 0:0              | 28 | 12 | 10 | 6  | 30-22 | 46 |
| 6 | «Металург» (Донецьк)       | 2:2              | 1:1              | 28 | 12 | 7  | 9  | 45-42 | 43 |
| 7 | «Зоря» (Луганськ)          | 0:0              | 2:2              | 28 | 11 | 9  | 8  | 35-30 | 42 |
| 8 | «Ворскла» (Полтава)        | 0:2              | 2:2              | 28 | 10 | 10 | 8  | 36-38 | 40 |
| 9 | ФК «Севастополь»           | 2:0              | 0:1              | 28 | 10 | 5  | 13 | 32-43 | 35 |
| 10 | «Іллічівець» (Маріуполь)   | 0:1              | 1:1              | 28 | 10 | 4  | 14 | 27-33 | 34 |
| 11 | «Карпати» (Львів)          |                  |                  | 28 | 7  | 11 | 10 | 33-39 | 32 |
| 12 | «Говерла» (Ужгород)        | 1:0              | 0:1              | 28 | 7  | 5  | 16 | 27-39 | 26 |
| 13 | «Волинь» (Луцьк)           | 0:1              | 1:1              | 28 | 7  | 6  | 15 | 24-51 | 24 |
| 14 | «Металург» (Запоріжжя)     | 2:2              | 3:1              | 28 | 2  | 6  | 20 | 19-54 | 12 |
| 15 | «Таврія» (Сімферополь)     | 2:1              | 1:0              | 28 | 2  | 4  | 22 | 15-46 | 10 |
| — | «Арсенал» (Київ)           | 0:2              | —                | —  | —  | —  | —  | —     | —  |
| З ФК «Волинь» знято 3 очки згідно з рішенням КДК ФФУ від 6.05.2014 року. «Арсенал» виключений зі змагань після 14-го туру, результати матчів за участю команди анульовані. |                            |                  |                  |    |    |    |    |       |    |

### Статистика гравців
У чемпіонаті за клуб виступали 30 гравців:
| №            | Футболіст                       | Дата народження   | Країна   | Ігри     | Голи     |
| Воротарі     | Воротарі                        | Воротарі          | Воротарі | Воротарі | Воротарі |
| ------------ | ------------------------------- | ----------------- | -------- | -------- | -------- |
| 29           | Ільющенков Олександр Андрійович | 23 березня 1990   | Україна  | 15       | 24п      |
| 1            | Підківка Роман Юрійович         | 9 травня 1995     | Україна  | 14       | 17п      |
| Захисники    |                                 |                   |          |          |          |
| 21           | Балажіц Грегор                  | 12 лютого 1988    | Словенія | 25       | 1        |
| 5            | Гітченко Андрій Ігорович        | 2 жовтня 1984     | Україна  | 14       | 0        |
| 94           | Мірошніченко Денис Андрійович   | 11 жовтня 1994    | Україна  | 9        | 0        |
| 24           | Пашаєв Павло Вагіфович          | 4 січня 1988      | Україна  | 23       | 0        |
| 32           | Пластун Ігор Володимирович      | 20 серпня 1990    | Україна  | 22       | 0        |
| 62           | Пучковський Тарас Миколайович   | 23 серпня 1994    | Україна  | 2        | 0        |
| 17           | Страшкевич Вадим Вячеславович   | 21 квітня 1994    | Україна  | 10       | 0        |
| 92           | Чачуа Амбросій Анзорович        | 2 квітня 1994     | Україна  | 11       | 0        |
| Півзахисники |                                 |                   |          |          |          |
| 11           | Бартуловіч Младен               | 5 жовтня 1986     | Хорватія | 23       | 7        |
| 9            | Габовда Юрій Вікторович         | 6 травня 1989     | Україна  | 4        | 0        |
| 70           | Годвін Самсон                   | 11 листопада 1983 | Нігерія  | 4        | 0        |
| 27           | Голодюк Олег Юрійович           | 2 січня 1988      | Україна  | 22       | 0        |
| 88           | Даушвілі Муртаз                 | 1 травня 1989     | Грузія   | 9        | 0        |
| 15           | Елла Кен Арманд                 | 23 лютого 1993    | Камерун  | 3        | 0        |
| 7            | Ксьонз Павло Сергійович         | 2 січня 1987      | Україна  | 2        | 0        |
| 22           | Льопа Дмитро Сергійович         | 23 листопада 1988 | Україна  | 13       | 1        |
| 19           | Мартинюк Ярослав Петрович       | 20 лютого 1989    | Україна  | 18       | 0        |
| 2            | Савченко Андрій Володимирович   | 29 вересня 1994   | Україна  | 1        | 0        |
| 31           | Тищенко Ігор Сергійович         | 11 травня 1989    | Україна  | 6        | 0        |
| 25           | Ткачук Андрій Миколайович       | 18 листопада 1987 | Україна  | 11       | 0        |
| 9            | Федорчук Валерій Юрійович       | 5 жовтня 1988     | Україна  | 25       | 2        |
| Нападники    |                                 |                   |          |          |          |
| 77           | Бохашвілі Євген Олександрович   | 5 січня 1993      | Україна  | 15       | 1        |
| 39           | Васін Денис Геннадійович        | 4 березня 1989    | Україна  | 16       | 0        |
| 10           | Гладкий Олександр Миколайович   | 24 серпня 1987    | Україна  | 28       | 10       |
| 36           | Гудима Володимир Ярославович    | 20 липня 1990     | Україна  | 1        | 0        |
| 20           | Зеньов Сергей                   | 20 квітня 1989    | Естонія  | 28       | 9        |
| 8            | Костевич Володимир Євгенович    | 23 жовтня 1992    | Україна  | 21       | 1        |
| 97           | Фернандо Марсело Жіл            | 28 березня 1990   | Бразилія | 3        | 0        |

## Кубок України
| Етап | Дата            | Господар          | Рахунок | Гість               |
| ---- | --------------- | ----------------- | ------- | ------------------- |
| 1/16 | 25 вересня 2013 | «Карпати» (Львів) | 1:0     | ФК «Севастополь»    |
| 1/8  | 30 жовтня 2013  | «Карпати» (Львів) | 0:2     | «Металіст» (Харків) |